# Droga krajowa B42 (Niemcy)
Droga krajowa 42 (niem. Bundesstraße 42) – niemiecka droga krajowa przebiegająca na osi północny zachód – południowy wschód, od skrzyżowania z autostradą A59 na węźle Kreuz Bonn-Ost w Bonn w Nadrenii Północnej-Westfalii do Darmstadtu w Hesji.
Droga przez ok. 150 km biegnie wzdłuż wschodniego brzegu Renu.

## Miejscowości leżące przy B42

### Nadrenia Północna-Westfalia
Bonn, Königswinter, Rhöndorf, Bad Honnef.

### Nadrenia-Palatynat
Rheinbreitbach, Unkel, Erpel, Kaspach, Linz am Rhein, Leusbach, Bad Hönningen, Rheinbrohl, Hammerstein, Leutesdorf, Neuwied, Bendorf, Vallendar, Urbar, Koblencja, Lahnstein, Braubach, Osterpai, Filsen, Kamp-Bornhofen, Kestert, Sankt Goarshausen, Kaub.

### Hesja
Lorch (Rheingau), Assmannshausen, Rüdesheim am Rhein, Geisenheim, Oestrich-Winkel, Hattenheim, Erbach, Eltville am Rhein, Walluf, Groß-Gerau, Büttelborn, Weiterstadt, Darmstadt.

## Historia
Droga przebiega częściowo po trasie wybudowanej w latach 1827-33 utwardzonej drogi pomiędzy Darmstadtem i Mainz-Kastel.
W 1932 r. drogę oznakowano jako Reichsstrasse 42. Prowadziła ona wówczas dalej do Aschaffenburga.
Droga jest systematycznie rozbudowywana do drogi ekspresowej.

## Opis trasy

### Hesja

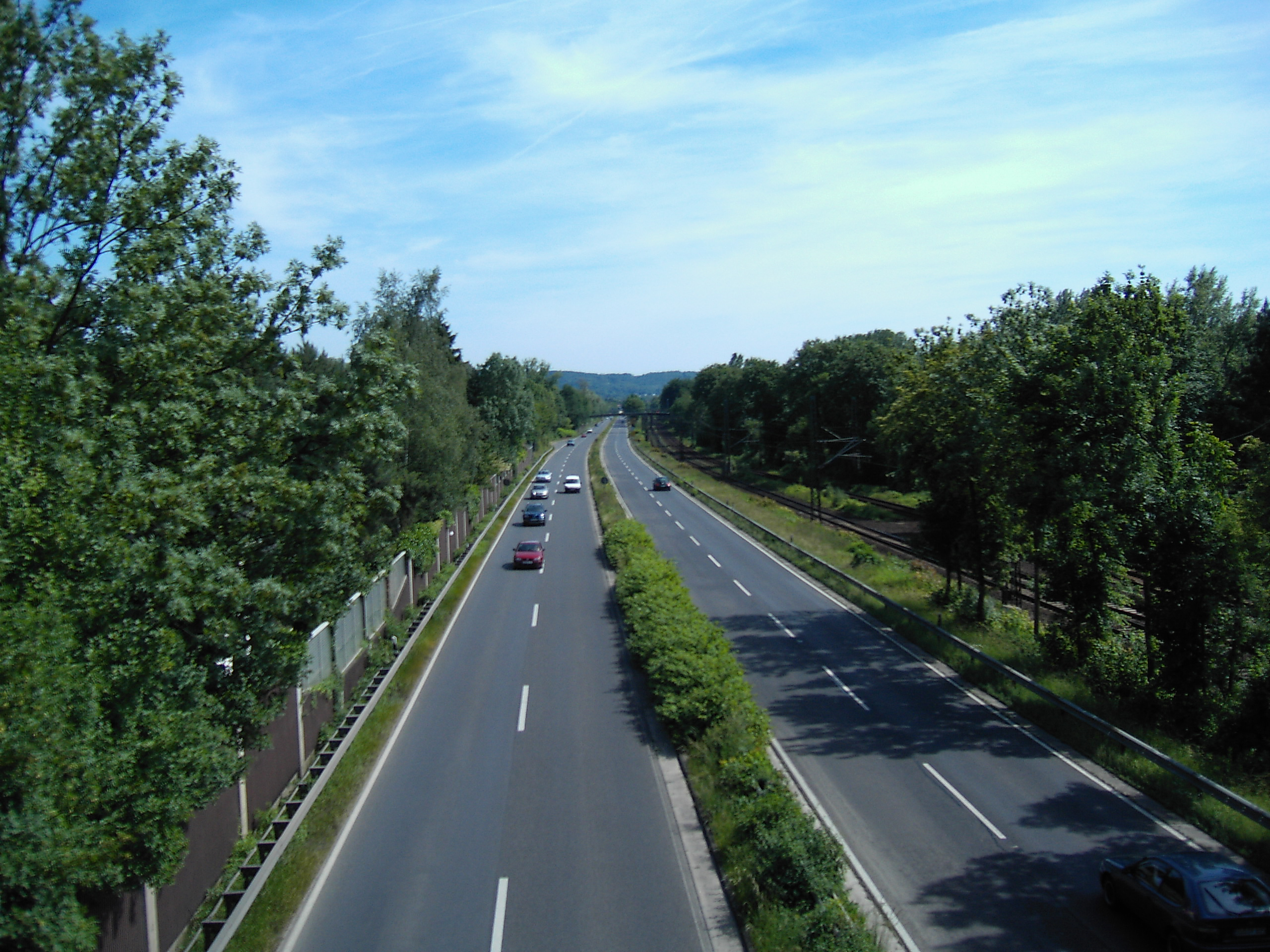
B42 koło Bad Honnef
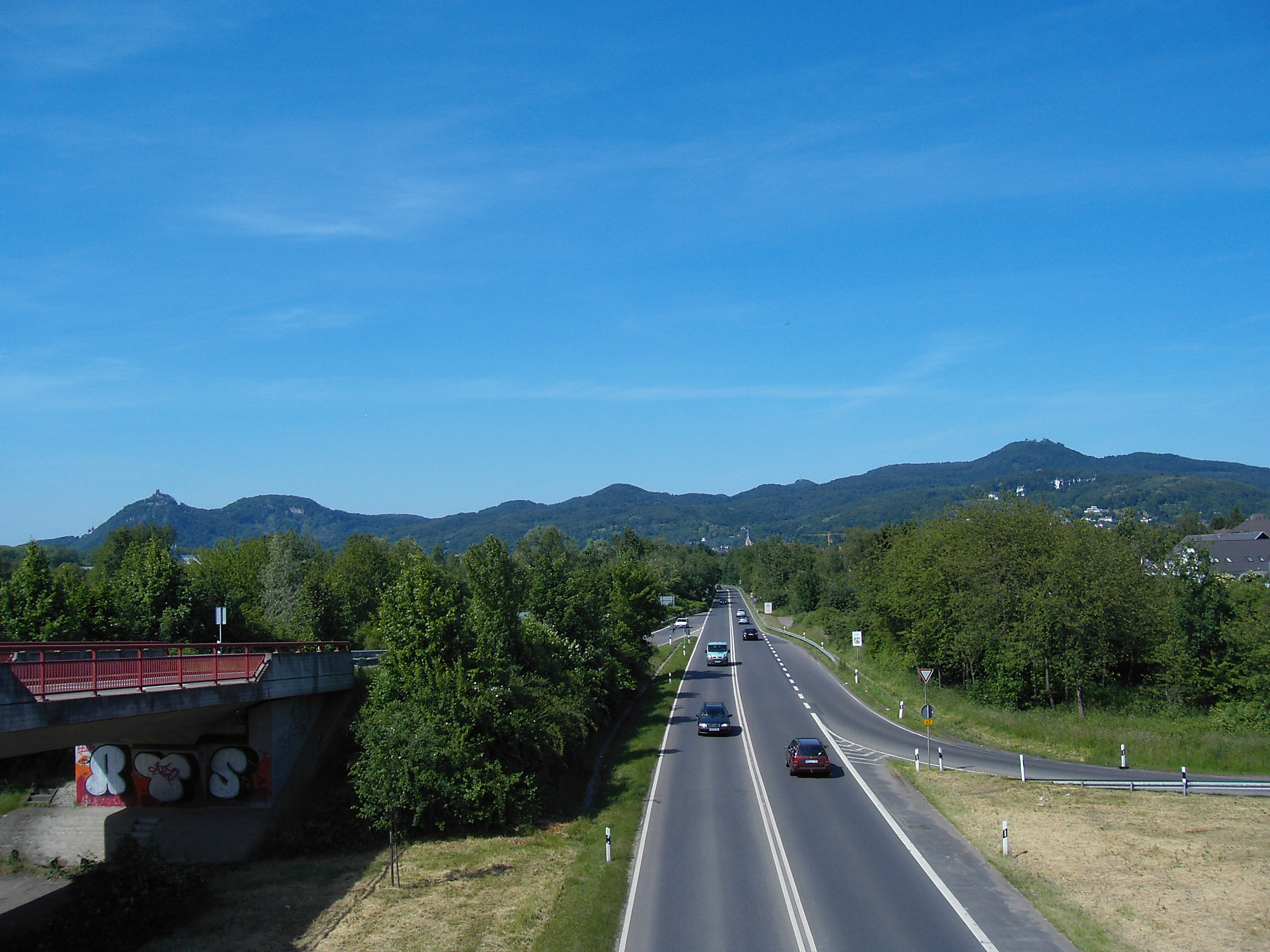
B42 koło Rheinbreitbach
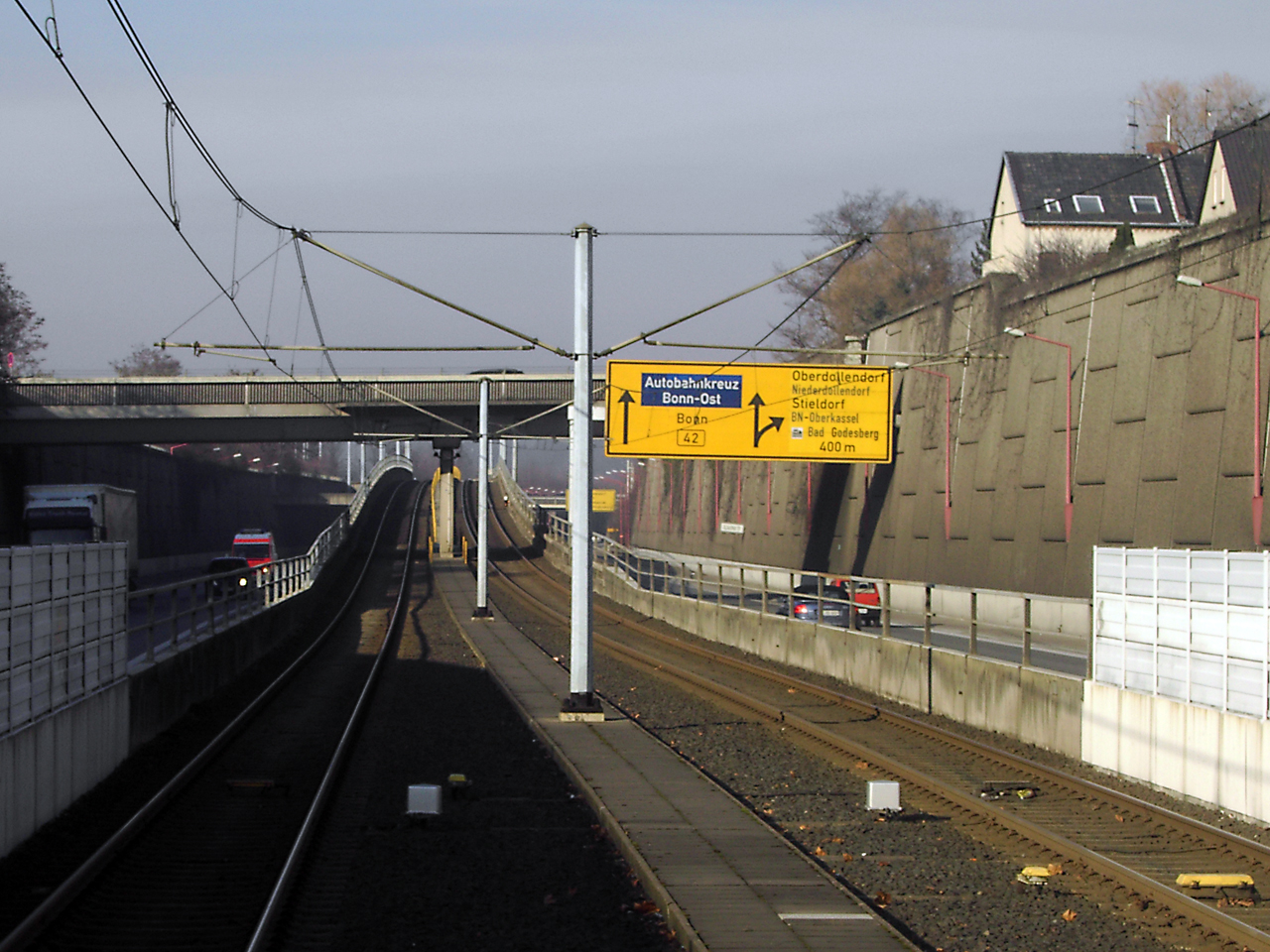
B42 koło Königswinter-Oberdollendorf